# 12204 Jonpineau
12204 Jonpineau este o planetă minoră (asteroid), cu un diametru de 2,593 km, din centura de asteroizi. A fost descoperită pe 2 martie 1981 la Observatorul Siding Spring de Schelte J. Bus. 
Obiectul prezintă o orbită caracterizată de o semiaxă mare de 2,5455601 UAi, o excentricitate de 0,12, o înclinație de 2,88187 ° în raport cu ecliptica.